# Korál IV.
A Korál IV. a Korál együttes 1985-ben megjelent kislemez-válogatása, amely az 1975 és 1985 közötti sikeres kislemezeket gyűjti össze.

## Dalok

### A oldal
1. Hazafelé (Balázs Ferenc - Rusz László)
2. Ha kedvem tartja (Brunner Győző - Makrai Pál)
3. Válaszra várva (Balázs Ferenc - Horváth Attila)
4. Van egy őszinte dal (Balázs Ferenc - Horváth Ferenc)
5. Ne állj meg soha! (Balázs Ferenc - Horváth Attila)

### B oldal
1. A kőfalak leomlanak (Balázs Ferenc - Brunner Győző - Horváth Attila)
2. Amikor mellettem vagy (Balázs Ferenc - Horváth Attila)
3. Nincs búcsúzás (Balázs Ferenc - Horváth Attila)
4. Homok a szélben (Balázs Ferenc - Horváth Attila)

## Közreműködött
- Balázs Ferenc – ének, zongora
- Makrai Pál – vokál, gitár
- Fischer László – vokál, gitár
- Kozma András – vokál, basszusgitár
- Scholler Zsolt – basszusgitár
- Brunner Győző – dob
- Dorozsmai Péter – dob

## A számok eredeti megjelenésének éve
| Dal                   | Év   |
| --------------------- | ---- |
| Hazafelé              | 1975 |
| Ha kedvem tartja      | 1975 |
| Válaszra várva        | 1978 |
| Van egy őszinte dal   | 1978 |
| Ne állj meg soha!     | 1979 |
| A kőfalak leomlanak   | 1980 |
| Amikor mellettem vagy | 1981 |
| Nincs búcsúzás        | 1981 |
| Homok a szélben       | 1981 |

## Forrás
- Discogs